# Anders Boman
Anders Boman, född 25 april 1900 i Växjö, död där 30 september 1946, var en svensk skådespelare och biografdirektör.

## Filmografi
- 1923 – En rackarunge
- 1937 – Familjen Andersson
- 1938 – Fram för framgång

## Teater

### Roller
| År   | Roll                       | Produktion                                   | Regi           | Teater                |
| ---- | -------------------------- | -------------------------------------------- | -------------- | --------------------- |
| 1926 |                            | Kärlekstokar och abborrkrokar! Hedvig Nenzén |                | Klippans sommarteater |
| 1935 | Godsägaren                 | Livet på landet Fritz Reuter                 |                | Fredriksdalsteatern   |
| 1935 |                            | Timmerflottare Teuvo Pakkala                 |                | Fredriksdalsteatern   |
| 1936 | Justus Fridell, skollärare | Tro, hopp och kärlek Arthur Fischer          | Arthur Fischer | Klippans sommarteater |
| 1936 | Carlsson                   | Hemsöborna August Strindberg                 | Sigge Fischer  | Mosebacketeatern      |
| 1936 |                            | Augustas lilla felsteg Sigge Fischer         |                | Mosebacketeatern      |
| 1937 |                            | Bergsprängarbruden Albin Erlandzon           | Sigge Fischer  | Mosebacketeatern      |
| 1937 |                            | Lördagsflirt Bjørn Bjørnevik                 |                | Mosebacketeatern      |
| 1937 |                            | Spanska flugan Franz Arnold och Ernst Bach   |                | Mosebacketeatern      |

### Fotnoter
1. ↑  ”Anders Boman”. Svensk Filmdatabas. http://sfi.se/sv/svensk-filmdatabas/Item/?type=PERSON&itemid=58527&ref=%2ftemplates%2fSwedishFilmSearchResult.aspx%3fid%3d1225%26epslanguage%3dsv%26searchword%3dAnders+Boman%26type%3dPerson%26match%3dBegin%26page%3d1%26prom%3dFalse. Läst 20 oktober 2012.
2. ↑  ”Teater och Musik”. Dagens Nyheter:  s. 11. 27 maj 1926. https://arkivet.dn.se/sok/?searchTerm=&fromPublicationDate=1926-05-27&toPublicationDate=1926-05-27. Läst 30 december 2015.
3. ↑  ”Teater Musik Film: Skånsk friluft”. Dagens Nyheter:  s. 9. 11 juni 1935. https://arkivet.dn.se/tidning/1935-06-11/156/9. Läst 17 juni 2018.
4. ↑  ”Teater Musik Film: Skånsk sommarteater”. Dagens Nyheter:  s. 8. 2 augusti 1935. https://arkivet.dn.se/tidning/1935-08-02/207/8. Läst 17 juni 2018.
5. ↑  ”Teater Musik Film”. Dagens Nyheter:  s. 12. 12 juni 1936. http://arkivet.dn.se/arkivet/tidning/1936-06-12/157/12. Läst 28 december 2015.
6. ↑  Oscar Rydqvist (11 oktober 1936). ”Strindberg på Mosebacke”. Dagens Nyheter:  s. 16. http://arkivet.dn.se/arkivet/tidning/1936-10-11/277/16. Läst 28 december 2015.
7. ↑  ”Teater Musik Film”. Dagens Nyheter:  s. 15. 9 december 1937. http://arkivet.dn.se/arkivet/tidning/1936-12-09/336/15. Läst 10 januari 2016.
8. ↑  ”Teater Musik Film: Mosebacketeatern”. Dagens Nyheter:  s. 9. 16 januari 1937. http://arkivet.dn.se/arkivet/tidning/1937-01-16/14/9. Läst 10 januari 2016.
9. ↑  ”Teater Musik Film: Mosebacketeatern”. Dagens Nyheter:  s. 9. 6 mars 1937. http://arkivet.dn.se/arkivet/tidning/1937-03-06/63/9. Läst 10 januari 2016.
10. ↑  ”Teater Musik Film: Mosebackepremiär”. Dagens Nyheter:  s. 16. 28 mars 1937. http://arkivet.dn.se/arkivet/tidning/1937-03-28/83/10. Läst 10 januari 2016.